# Sikory (Legionowo)
Pour les articles homonymes, voir Sikory.
Sikory (prononciation : [ɕiˈkɔrɨ]) est un village polonais de la gmina de Wieliszew dans le powiat de Legionowo de la voïvodie de Mazovie dans le centre-est de la Pologne.
Il se situe à environ 10 kilomètres à l'ouest de Wieliszew (siège de la gmina), 11 kilomètres au nord-ouest de Legionowo (siège du powiat) et à 32 kilomètres au nord de Varsovie (capitale de la Pologne).
Le village possède approximativement une population de 10 habitants.

## Histoire
De 1975 à 1998, le village appartenait administrativement à la voïvodie de Varsovie.